# Arca de la Font Roja
Pour les articles homonymes, voir arca.
L'arca de la Font Roja était une tombe préhistorique, du type ciste mégalithique, située à Caixas, dans le département français des Pyrénées-Orientales. 

## Historique
L'existence de la tombe était soupçonnée par la mention d'une arca dans une charte de 942. Elle a été détruite par la construction d'une route dans la deuxième moitié du XXe siècle.

## Description
La tombe est connue grâce à un relevé réalisé par Jean Abélanet. La structure s'apparentait à celle d'une ciste mégalithique de petites dimensions, d'une superficie inférieure à 1 m2 délimitée par trois dalles (côté nord, sud et ouest). La tombe, qui était enterrée et émergeait au ras du sol, n'était pas surmontée d'un tumulus mais entourée d'une enceinte péristalithe d'une dizaine de mètres de diamètre délimitée par quelques blocs et dallettes dressées.
La tombe ne semblait pas avoir été violée antérieurement. Abélanet y a recueilli une hache polie.